# Beautiful Mess
«Beautiful Mess» («Красивый беспорядок», «Прекрасный беспорядок», «Прекрасный хаос») — песня, с которой Кристиан Костов представил Болгарию на конкурсе «Евровидение-2017» в Киеве и занял там 2-е место.

## Национальный отбор
«Beautiful Mess» была выбрана из шести заявок на внутренний национальный отбор. Заявки оценивала комиссия телеканала БНТ, представители музыкальной индустрии и специально сформированная международная фокус-группа из экспертов с опытом Евровидения.
«Beautiful Mess» была создана в сотрудничеству между БНТ, «Virginia Records» (болгарский лейбл, артистом которого был Кристиан в данный момент) и «Symphonics International». Авторы музыки и текста песни - Йоаким Перссон, Борислав Миланов, Себастьян Арман, Алекс Омар и Александр В. Блэй.

## Сюжет песни
Это песня о любви. Певец заявляет, что его любовь останется неизменной, что бы ни случилось в этом мире.
В интервью газете «Вечерняя Москва» Кристиан сказал, что песня «обо всём том, что помогает нам оставаться собой в этом большом и запутанном мире».

## Видеоклип
В съемочном процессе, который продлился свыше 20 часов, приняли участие 35 актеров. Режиссером видеоклипа стал Люси Иларионов, оператор - Андрей Андреев. За концепцию отвечал хореограф Милен Данков.

## Евровидение-2017
Постановка «Beautiful Mess» - работа шведской Саши Жан-Баптист. Бек-вокалисты Кристиана Костова были Владимир Михайлов, Сезар Сампсон и Борислав Димитров (Бобо).
Песня участвовала в первом полуфинале конкурса и заняла 1 место с 403 очков. В финале «Beautiful Mess» финишировала вторая с 615 очков.

## Чарты
| Чарт (2017)                                | Наив. поз. |
| ------------------------------------------ | ---------- |
| Австрия (Ö3 Austria Top 40)                | 60         |
| Бельгия/Фландрия (Ultratip Bubbling Under) | 32         |
| Bulgaria (PROPHON)                         | 2          |
| France Downloads (SNEP)                    | 160        |
| Венгрия (Single Top 40)                    | 19         |
| Нидерланды (Single Top 100)                | 91         |
| Russia (TopHit)                            | 457        |
| Шотландия (OCC Scotland)                   | 75         |
| Швеция (Sverigetopplistan)                 | 51         |
| Швейцария (Schweizer Hitparade)            | 85         |
| Великобритания (OCC UK Singles Downloads)  | 73         |